# European Film Award du meilleur film documentaire
Le Prix du cinéma européen du meilleur film documentaire (European Film Award for Best Documentary) est une récompense cinématographique décernée depuis 2004 par l'Académie européenne du cinéma lors de la cérémonie annuelle des Prix du cinéma européen.
La récompense est aussi appelée Prix Arte.

## Palmarès

### Années 2010
- 2010 : Nostalgie de la lumière (Nostalgia de la luz)  France  Allemagne  Chili
  - Armadillo  Danemark  Suède
  - Miesten vuoro  Finlande  Suède

- 2011 : Pina  Allemagne
  - Stand van de Sterren  Pays-Bas
  - ¡Vivan las Antipodas!  Allemagne  Pays-Bas  Chili  Argentine

- 2012 : Hiver nomade  Suisse
  - London – The Modern Babylon  Royaume-Uni
  - Le Thé ou l'électricité  Belgique  France  Maroc

- 2013 : The Act of Killing (Jagal)  Danemark  Norvège  Royaume-Uni
  - L'Escale  Suisse  France
  - L'Image manquante  Cambodge  France

- 2014[1] : Master of the Universe  Allemagne  Autriche
  - Just the Right Amount of Violence  Danemark
  - Of Men and War  France  Suisse
  - Sacro GRA  Italie
  - Waiting for August  Belgique  Roumanie
  - We Come as Friends  Autriche

- 2015 : Amy de Asif Kapadia

- 2016 : Fuocoammare

- 2017 : Communion de Anna Zamecka

- 2018 : Bergman - A Year in a Life de Jane Magnusson  Suède

- 2019 : Pour Sama de Waad al-Kateab et Edward Watts  Royaume-Uni

### Années 2020
- 2020 : L'Affaire collective (Colectiv) d'Alexander Nanau  Roumanie
- 2021 :  Flee (Flugt) de Jonas Poher Rasmussen  Danemark
- 2022 : Mariupolis 2 de Mantas Kvedaravičius  France  Allemagne
- 2023 : Smoke Sauna Sisterhood de Anna Hints  France  Estonie  Islande
- 2024 : No Other Land de Basel Adra, Hamdan Ballal, Yuval Abraham et Rachel Szor